# Florencia Busquets
Florencia Natasha Busquets Reyes (27 de junio de 1989) es una jugadora profesional de voleibol argentina, juego de posición central. Junto a la Selección femenina de voleibol de Argentina formó parte del plantel que disputó los Juegos Olímpicos de Río de Janeiro 2016.

## Palmarés

### Clubes
Campeonato de Argentina:
- 2011, 2016
- 2014

Campeonato de Peru:
- 2012
- 2013

Campeonato de Rumania:
- 2014

Campeonato de Suiza:
- 2017

### Selección nacional
Campeonato Sudamericano:
- 2009, 2011, 2013

Copa Panamericana:
- 2013, 2015